# Eristalis acutifacies
Eristalis acutifacies är en tvåvingeart som beskrevs av Peck 1971. Eristalis acutifacies ingår i släktet slamflugor, och familjen blomflugor. Inga underarter finns listade i Catalogue of Life.